# Imanol Garciandia
Imanol Garciandia Alustiza (Villarreal de Urrechua, 30 de abril de 1995) es un jugador de balonmano español que juega de lateral derecho en el SC Pick Szeged. Es internacional con la selección de balonmano de España.

## Carrera deportiva
Garciandia comenzó su trayectoria en el SD Urola, hasta que fichó por el Sanlo EKT, donde sus grandes actuaciones le llevarían a la Liga Asobal, ya que en 2015 fichó por el Naturhouse La Rioja.
En sus primeras dos temporadas jugó en todos los partidos, pero con bajos niveles anotadores. Con el club riojano tuvo además la posibilidad de disputar la Liga de Campeones de la EHF 2015-16 y la Liga de Campeones de la EHF 2016-17.

## Palmarés

### Selección nacional
| Juegos Olímpicos     | Juegos Olímpicos | Juegos Olímpicos  | Juegos Olímpicos |
| Año                  | Lugar            | Medalla           |                  |
| -------------------- | ---------------- | ----------------- | ---------------- |
| 2024                 | París            | Medalla de bronce |                  |
| Campeonato Mundial   |                  |                   |                  |
| Año                  | Lugar            | Medalla           |                  |
| 2023                 | Polonia y Suecia | Medalla de bronce |                  |
| Juegos Mediterráneos |                  |                   |                  |
| Año                  | Lugar            | Medalla           |                  |
| 2018                 | Tarragona        | Medalla de bronce |                  |
| 2022                 | Orán             | Medalla de oro    |                  |

### Pick Szeged
- Liga húngara de balonmano (1): 2022

## Clubes
- SD Urola
- Sanlo EKT ( -2015)
- Club Balonmano Ciudad de Logroño (2015-2020)
- Pays d'Aix UCH (2020-2021 )
- Pick Szeged (2021- )